# UWA世界ヘビー級王座
UWA世界ヘビー級王座は、UWAが管理、認定していた王座。

## 歴史
1977年、LLIが創設。8月15日、LLIの旗揚げ戦でミル・マスカラスと引き分けを演じたルー・テーズが初代王者に認定された。
新日本プロレスと友好関係があった時代にはアントニオ猪木、長州力、藤波辰巳も獲得しており、新日本プロレスでもタイトルマッチが行われていた。
1997年、LLIが解散。その後、管理団体がCMLLに移ってタイトルマッチが行われていたが、2009年3月に王者のドクトル・ワグナー・ジュニアがAAAに移籍して、2011年10月のエレア・パークとの防衛戦を最後に空位となって事実上封印状態となる。

## 歴代王者
| 歴代   | 選手                           | 戴冠回数 | 獲得日付       | 獲得場所 （対戦相手・その他）                         |
| ------ | ------------------------------ | -------- | -------------- | ----------------------------------------------------- |
| 初代   | ルー・テーズ                   | 1        | 1977年8月15日  | メキシコ LLIが王者に認定                              |
| 第2代  | カネック                       | 1        | 1978年8月27日  | メキシコシティ                                        |
| 第3代  | タイガー・ジェット・シン       | 1        | 1980年1月17日  | メキシコシティ                                        |
| 第4代  | アントニオ猪木                 | 1        | 1980年4月13日  | メキシコシティ                                        |
| 第5代  | タイガー・ジェット・シン       | 2        | 1980年10月24日 | 沖縄県立奥武山公園体育館                              |
| 第6代  | カネック                       | 2        | 1981年2月15日  | メヒコ州ナウカルパン                                  |
| 第7代  | 長州力                         | 1        | 1982年7月23日  | メキシコシティ                                        |
| 第8代  | カネック                       | 3        | 1982年9月26日  | メヒコ州ナウカルパン                                  |
| 第9代  | 藤波辰巳                       | 1        | 1983年5月1日   | メヒコ州ナウカルパン                                  |
| 第10代 | カネック                       | 4        | 1983年6月12日  | メキシコシティ 1983年10月4日返上                      |
| 第11代 | エンリケ・ベラ                 | 1        | 1983年10月23日 | メヒコ州ナウカルパン カネック、ドス・カラスによる巴戦 |
| 第12代 | ドス・カラス                   | 1        | 1984年2月26日  | メヒコ州ナウカルパン                                  |
| 第13代 | カネック                       | 5        | 1984年6月24日  | メヒコ州ナウカルパン                                  |
| 第14代 | エル・スコルピオ               | 1        | 1985年4月30日  | ケレタロ州ケレタロ                                    |
| 第15代 | カネック                       | 6        | 1985年6月30日  | メヒコ州ナウカルパン                                  |
| 第16代 | ドス・カラス                   | 2        | 1986年1月31日  | メヒコ州トルーカ                                      |
| 第17代 | カネック                       | 7        | 1986年12月21日 | メヒコ州ナウカルパン                                  |
| 第18代 | ザ・キラー                     | 1        | 1987年         | メキシコ                                              |
| 第19代 | カネック                       | 8        | 1987年         | メキシコ                                              |
| 第20代 | ペロ・アグアヨ                 | 1        | 1988年3月4日   | メキシコシティ                                        |
| 第21代 | カネック                       | 9        | 1988年5月5日   | メキシコシティ                                        |
| 第22代 | ビッグバン・ベイダー           | 1        | 1989年11月22日 | メキシコシティ                                        |
| 第23代 | カネック                       | 10       | 1990年12月9日  | メヒコ州ナウカルパン                                  |
| 第24代 | ドス・カラス                   | 3        | 1992年2月2日   | メヒコ州ナウカルパン                                  |
| 第25代 | カネック                       | 11       | 1992年7月5日   | メヒコ州ナウカルパン                                  |
| 第26代 | バンピーロ・カサノバ           | 1        | 1992年1月31日  | メヒコ州ナウカルパン                                  |
| 第27代 | カネック                       | 12       | 1993年12月19日 | メヒコ州ナウカルパン                                  |
| 第28代 | ヤマト                         | 1        | 1994年3月14日  | プエブラ州プエブラ                                    |
| 第29代 | カネック                       | 13       | 1994年3月18日  | メヒコ州ネサワルコヨトル                              |
| 第30代 | カダベール・デ・ウルトラタンバ | 1        | 1999年8月15日  | プエブラ州テワカン                                    |
| 第31代 | カネック                       | 14       | 1999年9月6日   | プエブラ州テワカン                                    |
| 第32代 | シベルネティコ                 | 1        | 2002年1月20日  | グアナフアト州サラマンカ                              |
| 第33代 | カネック                       | 15       | 2002年11月2日  | ベラクルス州オリサバ                                  |
| 第34代 | ドクトル・ワグナー・ジュニア   | 1        | 2004年6月18日  | メキシコシティ 2011年10月封印                         |